# Strapless
Strapless es una película de 1989 escrita y dirigida por David Hare. 

## Trama
Una doctora estadounidense expatriada en Londres se ilumina cuando su hermana menor y un hombre misterioso entran en su vida. Sus inhibiciones son liberadas, la bella doctora se entera de que la libertad tiene su propio precio.

## Personajes
- Blair Brown - Dr. Lillian Hempel
- Bruno Ganz - Raymond Forbes
- Bridget Fonda - Amy Hempel
- Alan Howard - Sr. Cooper
- Michael Gough - Douglas Brodie
- Hugh Laurie - Colin
- Dana Gillespie - Julie Kovago
- Spencer Leigh - Hus
- Alexandra Pigg - Helen

## Lanzamiento
Después del estreno teatral estadounidense de mayo de 1990 de la película, fue lanzado en videocasete en los Estados Unidos por RCA / Columbia y en Canadá por Cineplex Odeon. En 2000, la película fue lanzada en DVD por Anchor Bay. El DVD ya ha sido descontinuado.